# Szczawin (gmina)
Szczawin – dawna gmina wiejska istniejąca do 1936 roku w woj. białostockim. Nazwa wsi pochodzi od wsi Szczawin, jednak siedzibą władz gminy było Daniłowo.
W okresie międzywojennym gmina Szczawin należała do powiatu ostrołęckiego w woj. białostockim. Gminę zniesiono z dniem 1 kwietnia 1936 roku, a jej obszar włączono do gminy Goworowo.

## Demografia
Według Powszechnego Spisu Ludności z 1921 roku gminę zamieszkiwało 4.558 osób, 4530 było wyznania rzymskokatolickiego, 5 prawosławnego, 4 ewangelickiego a 12 mojżeszowego. Jednocześnie 4.554 mieszkańców zadeklarowało polską przynależność narodową, 2 rosyjską a 2 żydowską. Było tu 698 budynków mieszkalnych. 
W wyniku agresji III Rzeszy na Polskę we wrześniu 1939 tereny byłej gminy znalazły się pod okupacją niemiecką. Część gminy weszła w skład Landkreis Mackeim (makowski) Regierungsbezirk Zichenau (rejencji ciechanowskiej) III Rzeszy a część została włączona do Generalnego Gubernatorstwa.